# شهرک توحید
شهرک توحید، روستایی از توابع بخش مرکزی شهرستان دزفول در استان خوزستان ایران است.

## مردم
مردم روستا لرزبان و از ایل بختیاری می باشند.

## جمعیت
این روستا در دهستان شمس‌آباد قرار دارد و براساس سرشماری مرکز آمار ایران در سال ۱۳۸۵، جمعیت آن ۲٬۲۷۸ نفر (۵۴۵خانوار) بوده‌است.